# Абхинавагупта
Абхинавагу́пта (около 950, Кашмир — около 1020, Кашмир) — индийский философ, мистик и автор работ по эстетике. Занимался музыкой, писал стихи, пьесы, толкования на древние тексты, был богословом и логиком Оказал сильное влияние на индийскую культуру..
Родился в Кашмире в семье ученых и мистиков, изучал философию и искусство в течение пятнадцати лет. После себя он оставил более 35 законченных работ, самой известной из которых является «Тантралока» (энциклопедический трактат о всех философских и практических аспектах учения, известного сегодня как Кашмирский шиваизм, Трика и Каула). Внёс важный вклад в философию эстетики (разъяснения комментариев Абхинавабхараты к «Натьяшастре» Бхараты муни).

## Гений своего времени
Имя «Абхинавагупта» не было его исконным именем, скорее всего это титул, который несёт значение «компетентности и авторитетности». Анализируя значение этого имени Яйаратха (один из самых значительных комментаторов Абхинавагупты) также показывает ещё три значения: «быть бдительным», «присутствовать всюду» и «защищенный похвалами». Раньеро Гноли, единственный санскритолог, который закончил перевод Тантралоку на европейский язык, упоминает что «Абхинавагупта» также означает «новый», что может указывать на новизну его мистического опыта. От Яйаратха мы узнаем, что Абхинавагупта обладал всеми шестью качествами, требуемыми для достижения высочайшего мистического опыта в шактопайе, как описано в священных текстах «Шрипурвашастры»:
1. неустрашимая вера в Бога,
2. реализация молитв,
3. управление реальностью посредством обращения к 36 таттвам,
4. успешное завершение всех предпринятых действий,
5. поэтически-творческий потенциал
6. и непосредственное знание всех дисциплин.[14]

Работы Абхинавагупты хорошо уравновешены между ветвями триады (Трика): ичха (воля), гьяна (знание) и крийя (действие), что проявилось в его религиозных гимнах, философских работах, в описание методов, относящихся к йоге. Он восстановил, рационализировал и организовал философское знание в более последовательную форму, исходя из всех доступных источников своего времени.
Различные современные ученые характеризовали Абхиванагупту как: «блестящий учёный и святой», «основоположник развития кашмирского шиваизма» и «блестящий реализатор йогических практик».

## Жизнь

### «Чудесное» рождение
Термины, которыми сам Абхинавагупта определяет условия своего рождения: «зачатый йогиней от йога йогическим способом». В Кашмирском шиваизме полагают, что он являлся аватарой Бхайравы, и обладал исключительным духовным и интеллектуальным уровнем. Такой ребёнок должен быть «хранилищем знания» того, чью форму «ребёнок имеет в матке» — «форму Шивы», что служило одним из признаков его божественности.

### Родители
Родители Абхинавагупты происходили из благородных семей брахманов, они были глубоко преданы служению Богу и обладали высокой учёностью. Его мать Вимала (Вималакала) умерла, когда Абхинавагупте было только два года; потеря матери, к которой он был очень привязан, усилила его отрешённость от мира и привела к большей сосредоточенности на духовном. Его отец Нарасимхагупта после смерти своей жены вёл аскетический образ жизни, воспитывая трех детей. Он имел высокую образованность и «сердце, преисполненное преданностью Махешваре» (по собственным словам Абхинавагупты). Отец был первым его учителем, занимаясь с ним грамматикой, логикой и литературой.

### Семья и приверженцы
У Абхинавагупты были брат и сестра. Брат Манората был ревностным приверженцем Шивы. Его сестра Амба посвятила себя целиком служению божеству после смерти своего мужа. Его двоюродный брат Карна ещё в юности проникся идеями шиваизма, глубоко познавши их суть. Его жена была по-видимому старшей сестрой Абхинавагупты Амба. У Амбы и Карны был сын Йогишваридатта, что означает человека, добившегося больших успехов в йоге
(йогишвар — буквально «господин йоги»).
Абхинавагупта также упоминает своего ученика Рамадеву как искренне преданного духовным исследованиям и своему учителю. Другого двоюродного брата звали Кшема, возможно он и есть прославленный ученик Абхинавагупты Кшемараджа. Мандра, друг детства Карны, был хозяином пригородного поместья, где часто жил Абхинавагупта. Он был не только богат и приятен в общении, но также был приверженцем знания. И он, и его тётя Ваташика упоминаются Абхинавагуптой с большой благодарностью, так как они заботились о нём с большой тщательностью, а от Ваташики он получил денежную помощь, что позволило ему заниматься своей работой спокойно. Благодаря своему окружению Абхинавагупта смог завершить такое грандиозное произведение как «Тантралока».

## Работы
Работы Абхинавагупты разнообразны по содержанию: руководства по исполнению религиозных ритуалов, религиозные гимны, философские и эстетические работы.

### Религиозные и философские работы
| Тантралока | «Свет тантры»                 | Наиболее значительная из работ Абхинавагупты; представляет собою синтез всей системы Трика. Единственным полным переводом на европейский язык является перевод на итальянский, выполненный Раньеро Гноли. Частичный перевод на французский выполнен Лилиан Сильберн и Андрэ Паду. |
| Тантрасара | «Сущность тантры»             | Представляет собой прозаическую версию «Тантролоки», помимо которой есть ещё две более краткие версии: «Тантрочайя» и «Тантраватадханика» («Семя тантры»). |
| Гитартхасанграха | «Собрание смыслов „Гиты“»     | Комментарий к «Бхагавад-гите». |
| Паратришика-виварана | «Комментарий (к) Паратришике» | Комментарий к фрагменту из Рудраямала-тантры (36 строф), известный как «Паратримшика». Центральной темой этого труда Абхинавагупты является мантра как частное и вся метафизика речи в целом.                                                                                     |
| Малини-виджая-варттика |                               | Представляет собой комментарий к одной из важнейших тантр кашмирского шиваизма. |
| Кавья-каутука-виварана |                               | |
| Парамартхасара |                               | |
| Гхатакхарапаракулака-виввритти |                               | |
| Пурва-панчика |                               | |
| Махопадеша-вимшати |                               | |
| Пармартхадвадашика |                               | |
| Брихат-ишвара-пратьябхиджня-вритти Ишвара-пратьябхиджня-вимаршини-лагхви-вритти Ишвара-пратьябхиджня-врити-вимаршини Ишвара-пратьябхиджня-вимаршини |                               | Одни из важнейших философских трактатов Абхинавагупты, в которых он описывает положения одной из школ Кашмирского шиваизма — Пратьябхиджны. |

### Религиозные гимны
Абхинавагупта составил множество религиозных гимнов, большинство из которых было переведено на французский язык Лилиан Сильберн:
| «Бодхапанчадашика»           | bodhapañcadaśikā           | «Пятнадцать стихов мудрости»                      |
| «Парамартхачарча»            | paramārthacarcā            | «Обсуждение Высшей реальности».                   |
| «Анубхаваниведана»           | anubhavanivedana           | «Гимн подношения опыта».                          |
| «Ануттараштика»              | anuttarāṣṭikā              | «Восемь строф к [богине] Ануттаре».               |
| «Крама-стотра»               | krama-stotra               | «Восхваление Крамы».                              |
| «Бхайрава-става»             | bhairavastava              | «Восхваление Бхайравы».                           |
| «Дехастхадеватачакра-стотра» | dehasthadevatācakra-stotra | «Гимн к Колесу Богословия, которое Живёт в Теле». |
| «Парамартхадвадашика-стотра» | paramārthadvādaśikā-stotra | «Двенадцать строф о Высшей Действительности».     |
| «Махопадеша-вимшатика»       | mahopadeśa-viṃśatikā       | «Двадцать строф великого познания».               |
| «Шивашактьявинабхава-стотра» | śivaśaktyavinābhāva-stotra | «Гимн неотделимости Шивы и Шакти» (утерян).       |
| «Ануттараштика»              |                            |                                                   |
| «Ануттара-шатака»            |                            |                                                   |
| «Пракарана-стотра»           |                            |                                                   |
| «Бхайрава-стотра»            |                            |                                                   |

### Эстетика, поэзия и драматические работы
| «Абхинабхарати»             |       | Самая важная работа Абхинавагупты по философии искусства; представляет собою длинный и сложный комментарий к «Натья-шастрам» Бхараты муни. Эта работа, разработав теорию расы (эстетического чувства), продолжает оставаться значимой для индийского искусства и эстетики по сей день.                                                          |
| «Лочана»                    | «Око» | Комментарий на известную работу «Дханьялока» («Свет дхвани») кашмирского поэта, теоретика и комментатора Анандавардханы. В ней Абхинавагупта развивает идеи Анандавардханы, сформулировавшим учение о дхвани (букв, «призвук») — тонких, скрытых смысловых фигурах поэтической речи, являющихся по словам самого Анандавардханы «душою поэзии». |
| «Дхваньялока-лочана»        |       | |
| «Натья-лочана»              |       | |
| «Бхарата-натья-шастра-тика» |       | |